# Вулиця Хуторівка
Ву́лиця Хуторі́вка — вулиця у Сихівському районі міста Львова, в межах місцевостей Козельники та Сихів. Сполучає вулиці Козловського, Манастирського та Довженка.
До червня 2021 року включала в себе також теперішній проспект Святого Івана Павла ІІ.

## Історія
На початку 1990-х років вулиця була перейменована на Хуторівку.
У 2021 році виділено частину вулиці Хуторівки — від вул. Стрийської до просп. Червоної Калини), де розміщені філософсько-богословський факультет Українського католицького університету, Львівська духовна семінарія Святого Духа, Патріарший дім УГКЦ та перейменовано на проспект Святого Івана Павла II, на честь святого католицької церкви Івана Павла II. Урочисте відкриття проспекту святого Івана Павла II відбулося 24 червня 2021 року, з нагоди 20-ї річниці візиту папи Івана Павла II в Україну, зокрема й до Львова. Інша частина вулиці Хуторівка, що розміщена у межах житлової забудови між вулицями Козловського, Манастирського та Довженка назву не змінювала.

## Забудова
Забудова вулиці Хуторівки — семи- та дев'ятиповерхова житлова 1980—1990-х років. 

### Будинки
№ 24 — двоповерхова будівля бібліотеки-філії № 33 ЦБС для дорослих міста Львова. Тут також діє Львівська інноваційна школа кравецької майстерності. В одноповерховій прибудові до будівлі бібліотеки містяться ЛКП «Хуторівка», крамниця «Солодощі» та перукарня.
№ 26 — фітнес-клуб «Олімп».
№ 28 — триповерхова будівля головного корпусу Львівської школи мистецтв № 5. Школа заснована у 1973 році. Окрім того діє філія у навчально-виховному комплексі «Школа-садок „Софія“», що на вулиці Героїв Крут, 27, звідки колись й починалася музична школа. У 2023 році відкрили ще одну філію на вулиці Стрийській поблизу автовокзалу «Львів». Навчання проходить не лише за музичним, але й за художнім, театральним та хореографічним напрямками. У 2011 році школі мистецтв заснували вокально-хореографічну групу мажореток «Феєрія». Школа є засновницею фестивалю «Королівський лев». 
№ 38 — шестиповерхова будівля Державної реабілітаційної установи «Центр комплексної реабілітації для осіб з інвалідністю „Галичина“» (раніше — Львівський міжрегіональний центр соціально-трудової, професійної та медичної реабілітації інвалідів).
№ 40а — триповерхова офісна будівля. Одне з приміщень займає фітнес-клуб «Fit Family».
№ 44 — комплекс будівель закладу дошкільної освіти (ясла-садок) комбінованого типу № 183 «Писанка». Заклад освіти заснований Львівською міською радою у 1989 році та розрахований на 12 груп (240 дітей). Нині садок відвідує 298 дітей (13 груп).